# MZKS Arka Gdynia
Arka Gdynia poljski je nogometni klub iz Pomeranskog vojvodstva, iz grada Gdynia. Trenutačno se natječe u Ekstraklasi. Domaće utakmice igra na stadionu GOSiR. Klub je osnovan 1929. godine, njegove boje su žuta i plava.

## Uspjesi
I. liga
- Prvak: 2015./16., 2024./25.

Poljski nogometni kup
- Osvajač: 1979., 2016./17.

Poljski nogometni superkup
- Osvajač: 2017., 2018.

## Vanjske poveznice
- Službena stranica
- Navijačka stranica